# Munden
Munden és una població dels Estats Units a l'estat de Kansas. Segons el cens del 2000 tenia 122 habitants.

## Demografia
Segons el cens del 2000, Munden tenia 122 habitants, 54 habitatges, i 32 famílies. La densitat de població era de 235,5 habitants/km².
Dels 54 habitatges en un 24,1% hi vivien nens de menys de 18 anys, en un 55,6% hi vivien parelles casades, en un 0% dones solteres, i en un 40,7% no eren unitats familiars. En el 38,9% dels habitatges hi vivien persones soles el 14,8% de les quals corresponia a persones de 65 anys o més que vivien soles. El nombre mitjà de persones vivint en cada habitatge era de 2,26 i el nombre mitjà de persones que vivien en cada família era de 3,06.
Per edats la població es repartia de la següent manera: un 26,2% tenia menys de 18 anys, un 3,3% entre 18 i 24, un 30,3% entre 25 i 44, un 21,3% de 45 a 60 i un 18,9% 65 anys o més.
L'edat mediana era de 39 anys. Per cada 100 dones de 18 o més anys hi havia 114,3 homes.
La renda mediana per habitatge era de 25.000 $ i la renda mediana per família de 30.750 $. Els homes tenien una renda mediana de 20.000 $ mentre que les dones 28.333 $. La renda per capita de la població era de 12.649 $. Entorn de l'11,4% de les famílies i el 16,2% de la població estaven per davall del llindar de pobresa.

## Poblacions més properes
El següent diagrama mostra les poblacions més properes.